# Andrew Jonathan Longmore
Andrew Jonathan Longomore, astronom. Otkrio je periodični komet 77P/Longmore 10. lipnja 1975. (10,63. lipnja) iz australskog opservatorija Siding Springa. Tijekom kretanja Southern Sky Survey (SkyMappera), pronašao ga je na fotografskoj ploči koju mu je pribavio P. R. Standen 1,22-metarskim Schmidtovim teleskopom. Opisali su ga kao difuznog s nešto središnje kondenzacije. Nisu isprve bili sasvim sigurni oko magnitude. Longmore je fotografski potvrdio otkriće 11. lipnja (11,58. lipnja) iste godine istim teleskopom.